# 西門子ES64F4型電力機車
西门子ES64F4型电力机车（德語：Siemens ES64F4）是西门子交通集团欧洲短跑手系列产品中的一款四电压制式机车，其中ES为欧洲短跑手（EuroSprinter）的缩写、64代表机车功率为6400千瓦、F代表货运用途（Freight）、4代表四电压制式。该机车可以在欧洲四种常见的铁路供电系统（1500伏直流电、3000伏直流电、15千伏16⅔赫兹的低频单相交流电、25千伏50赫兹工频单相交流电）中使用。在英伦三岛，该机车则因为当地较窄的净空限界而无法单独在1号高速铁路中使用；同样在芬兰、西班牙、葡萄牙和一些东欧国家也因为当地的宽轨轨距而无法使用。对于在不同的铁路运营商中使用，它们可以将所有必要的自动列车保护装置组件以“软件包”的形式单独安装在个体机车之中，并采用不同的定型编号，例如在德国铁路被定型为BR189型、在瑞士联邦铁路被定型为Re474型。

## 技术
除了具备适用于欧洲四种常见准轨电气化铁路的运行能力外，ES64F4型机车还拥有一个可自定义的LED照明设备，可与每个国家的几乎任何铁路信号灯相适应。对于在不同的铁路运营商中使用，它们可以将所有必要的自动列车保护装置组件以“软件包”的形式单独安装在个体机车之中。这些软件包包括下列不同的版本：
| 版本       | VA | VD | VE | VI | VJ | VK | VL | VM | VO | VP |
| 德国       | ✓  | ✓  | ✓  |    | ✓  | ✓  | ✓  | ✓  | ✓  |    |
| 奥地利     |    | ✓  | ✓  |    |    |    | ✓  | ✓  |    |    |
| 意大利     |    | ✓  | ✓  | ✓  |    |    | ✓  | ✓  |    |    |
| 斯洛文尼亚 |    | ✓  | ✓  |    |    |    | ✓  | ✓  |    |    |
| 克罗地亚   |    | ✓  | ✓  |    |    |    | ✓  | ✓  |    |    |
| 荷兰       |    |    | ✓  |    | ✓  | ✓  | ✓  |    | ✓  |    |
| 比利时     |    |    |    |    |    |    | ✓  |    |    |    |
| 波兰       |    |    |    | ✓  |    |    |    |    | ✓  | ✓  |
| 捷克       |    |    |    |    |    |    |    | ✓  |    |    |
| 罗马尼亚   |    |    |    |    |    |    |    | ✓  |    |    |
| 匈牙利     |    |    |    |    |    |    |    | ✓  |    |    |

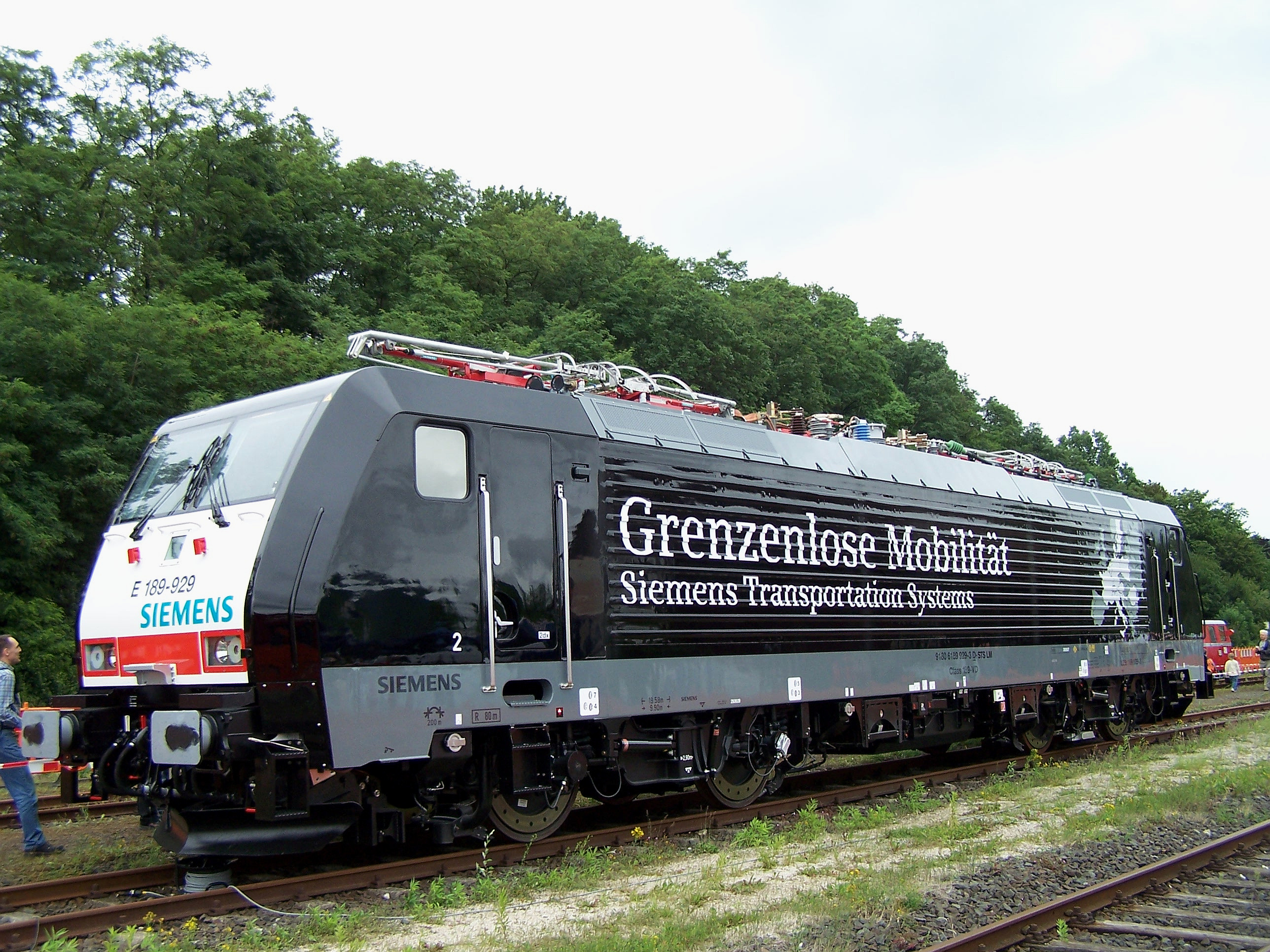
E189 929号机车于黑尔斯布鲁克

机车设有再生制动和盘式制动。出于成本原因，机车并未安装类似于ES64U2型机车的独立减速带，而是采用了轮盘制动的设计，这也使得其最高速度相对较低，仅为140公里/小时。然而机车的构造仍按最高速度为230公里/小时的要求设计。
油冷式的主变压器被安装在地板下方，并按传统结构收纳于机车车体之中。因此，车体内两端驾驶室之间得以通过一条中央通道相连。通道的两侧是变流器支架。每个变流器套件负责供应一台转向架的牵引电动机。它首先由整流器通过变压器的次级电压转换为直流电，再输送至每台电动机的逆变器。半悬式电容器和陷波电路限制器则用于平整中间回路的直流电压。定时交错的脉冲逆变器此时再将直流电转换为交流电，并输送至单台牵引电动机。轮轴与轨道之间的摩擦系数也可以独立调节，以达到最优化的利用。
当机车在直流电网络中运行时，接触网电压会被直接输送至中间回路，其中变压器的次级线圈在此时会被当作滤波扼流圈使用。
变流器允许连同电阻制动和回馈制动电流产生最高6.4兆瓦的理论制动功率。而为了防止机车出轨，制动力被限制在150千牛。
机械室的其他主要组成部分还包括用于牵引电动机及变流器降温的冷却塔。牵引电动机被直接安装在每副转向架上的每两组轮对之间。

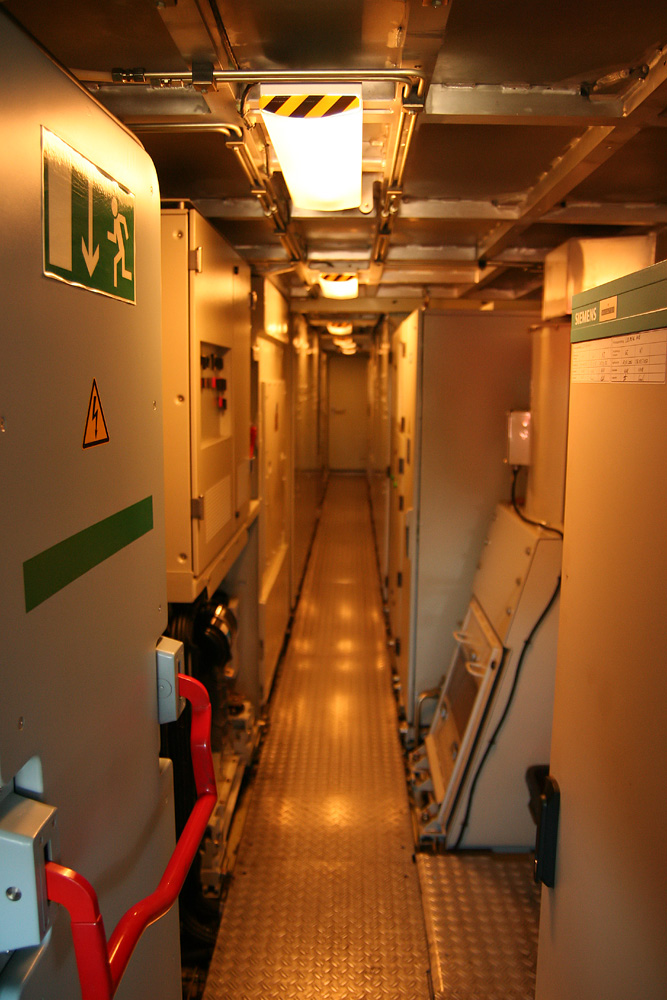
ES64F4型机车机械室
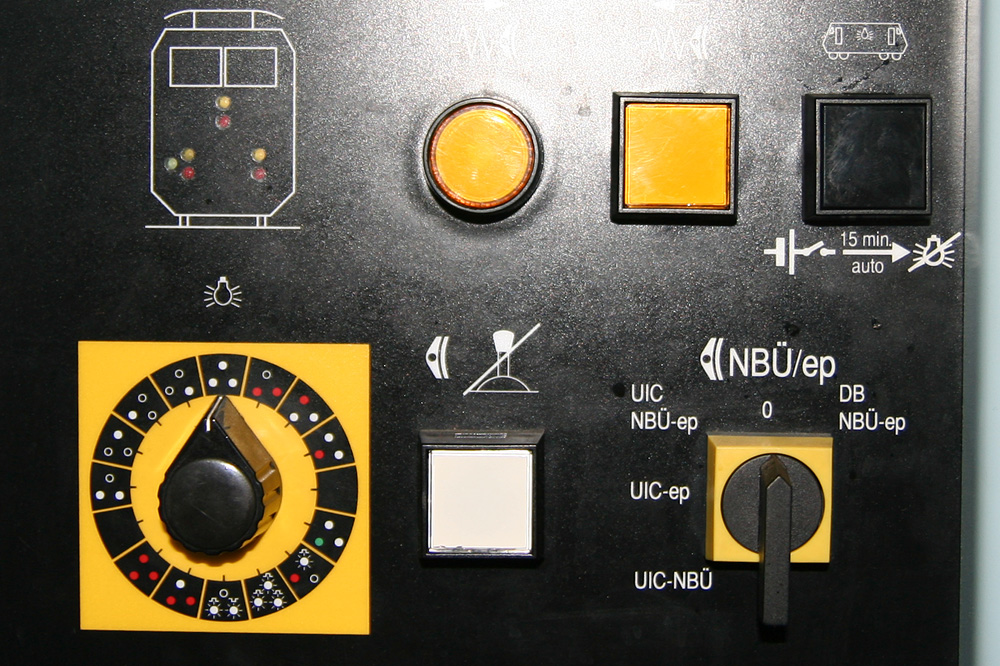
ES64F4型机车的前照灯及信号灯切换装置（左）
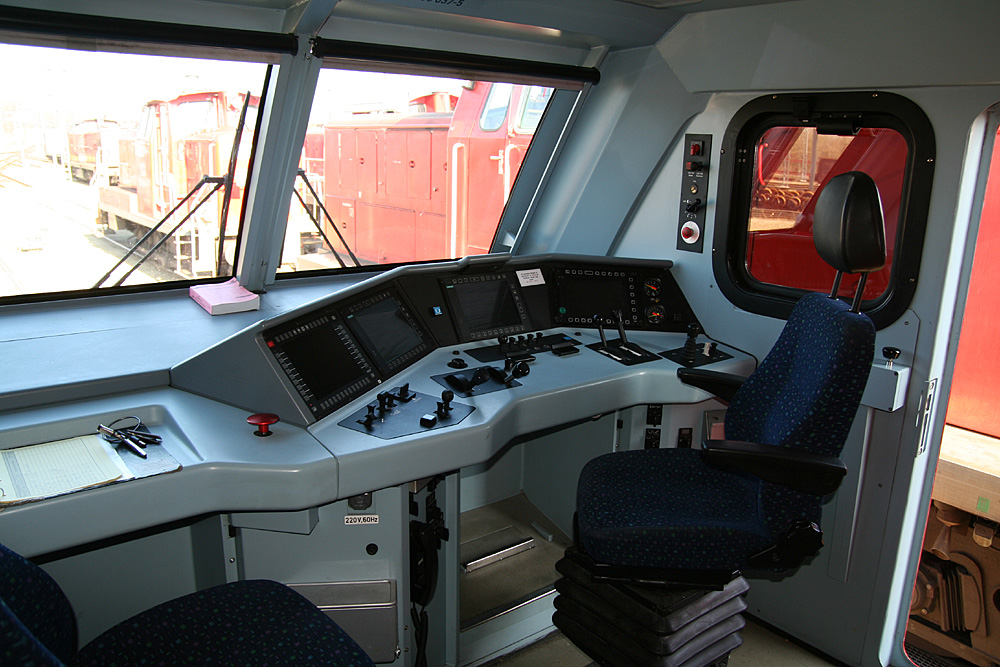
ES64F4型机车驾驶室
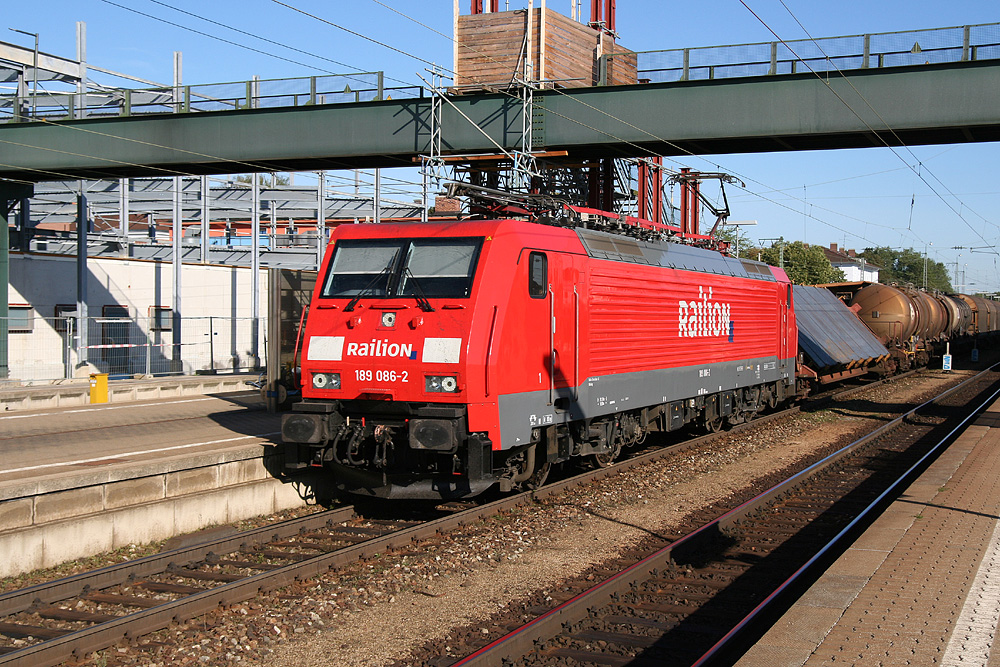
189 086-2号机车于因戈尔施塔特
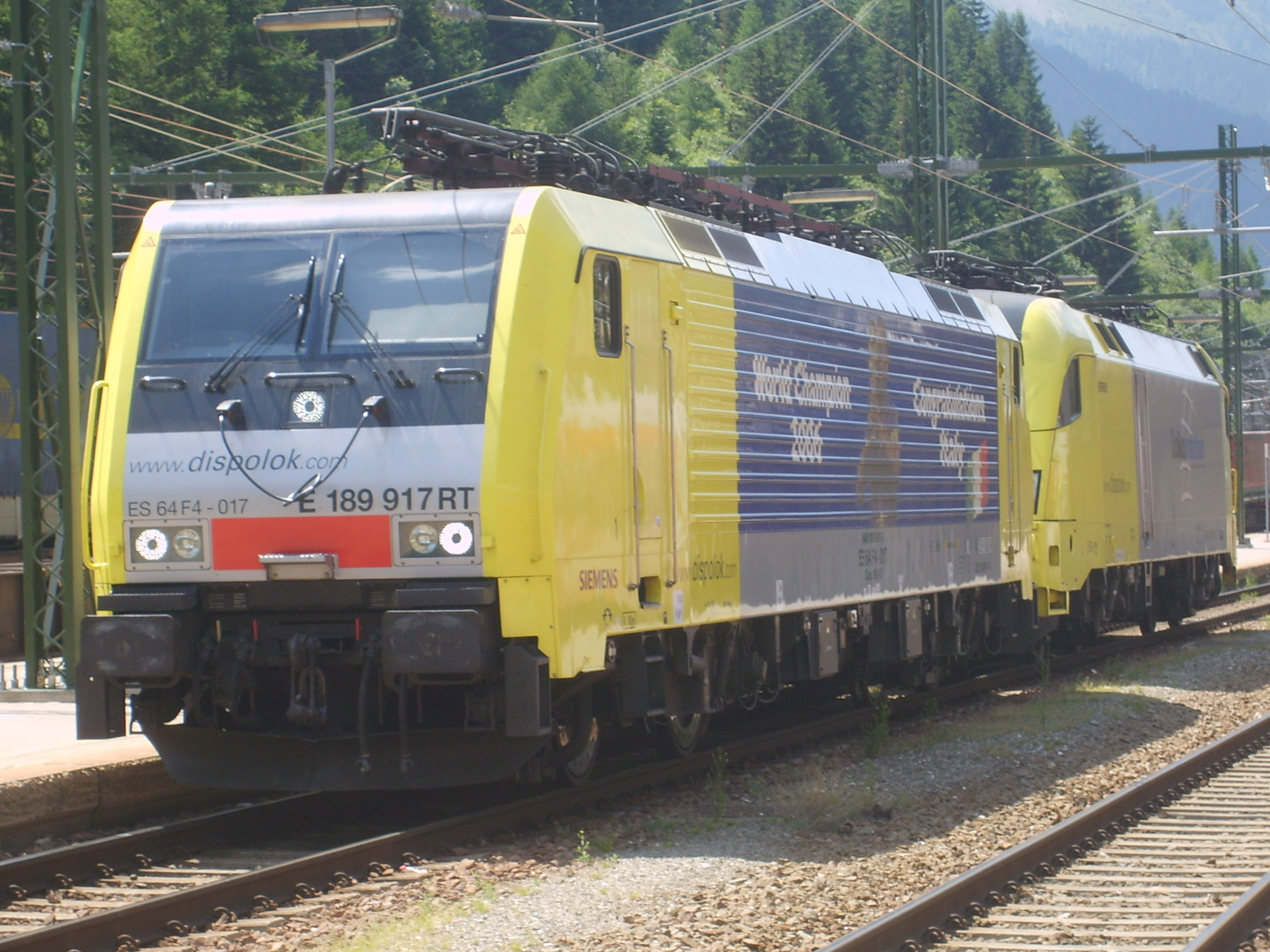
189-917号机车于布伦内罗

## 在德国铁路的运用

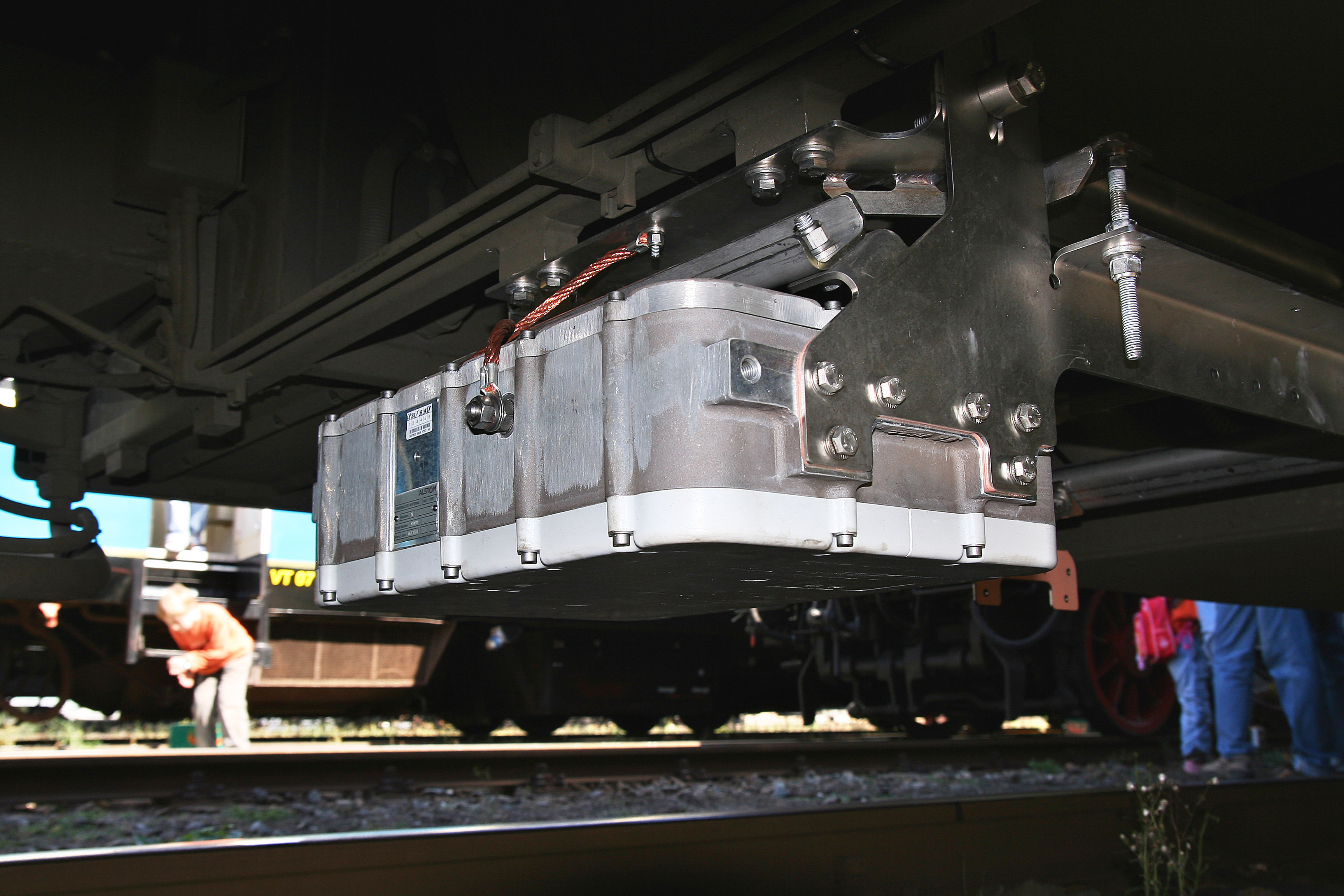
安装于机车底部的ETCS天线

1999年8月，作为欧洲短跑手系列订单选择权的一部分，德铁货运订购了100台189型机车。2003年7月和8月，ES64F4 001号和002号机车作为首批交付的两台机车在西门子交通集团竣工。自2003年8月上旬起，189型机车开始首次担当定期运营任务。
由于其最高速度仅为140公里/小时（可升级至230公里/小时），这些机车大多都仅可用作牵引货运列车，因此它们全数由德铁辛克铁路所持有。自2007年3月30日起，有5台机车被移交至Locomotion使用，而德铁辛克铁路则持有后者30%的股权。
从2002年11月19日至21日，189 001号机车在匈牙利进行了一系列动态运行测试。由于没有配备匈牙利国家铁路的安全设备，机车在当地只能附挂运行。2003年10月，189 004号及007号机车又在荷兰进行了为期一个多月的测试程序运行。从189 061号机车起，后续交付的机车仅搭载了两副受电弓而非此前的四副，因为这些机车应该仅在德国境内运行。2005年12月14日，189 100号机车作为最后一台出厂的同型号机车移交雷力昂使用。此时机车已在16个国家进行过适航及示範運轉。
2006年4月，首台189型机车获准在巴特尚道－杰钦（易北河谷铁路）的跨境线路中运行。因此，机车得以首次在3,000伏的直流高架电缆下使用。然而，由于限制了牵引电动机的可用数量（至少3台），对于最高速度（100公里/小时）的限制仍然存在，同时电力制动的运作也是被禁止的。同样在2006年，德国铁路已向西门子和阿尔斯通所组成的联盟授予合同，以委托后者对26台189型机车进行ETCS列车保护系统的装配。因此，机车也可以在荷兰境内运行，即便它们仍然可以获得另外的荷兰列车保护装置ATB。此外，机车还需要根据荷兰的规定，将前脸重漆成类似的全白色。由于189型机车当前的持有者德铁辛克铁路在荷兰也设有分公司，因此无需更换在荷兰进行跨境运输的机车。189型机车所运行的布滕佛铁路同时也是鹿特丹（荷兰）－热那亚（意大利）铁路联运的一部分。
在此期间，德铁辛克铁路又将10台189型机车售予了欧洲三井铁路资本，它们在最初由德铁辛克铁路自身租用，但如今已被其它运营商以Dispolok的名义使用。除此之外，这些机车也被用作牵引城市夜线列车（有时是双机重联）。用于这方面的机车同时也会被标贴有城市夜线的标识。
2012年12月，两台189型机车，189 065号和074号被卷入了一起在杜塞尔多夫发生的铁路事故。
2017年1月，189 002-9號機車負責牽引首列由鄭州出發的中歐班列。

## 其它运营商

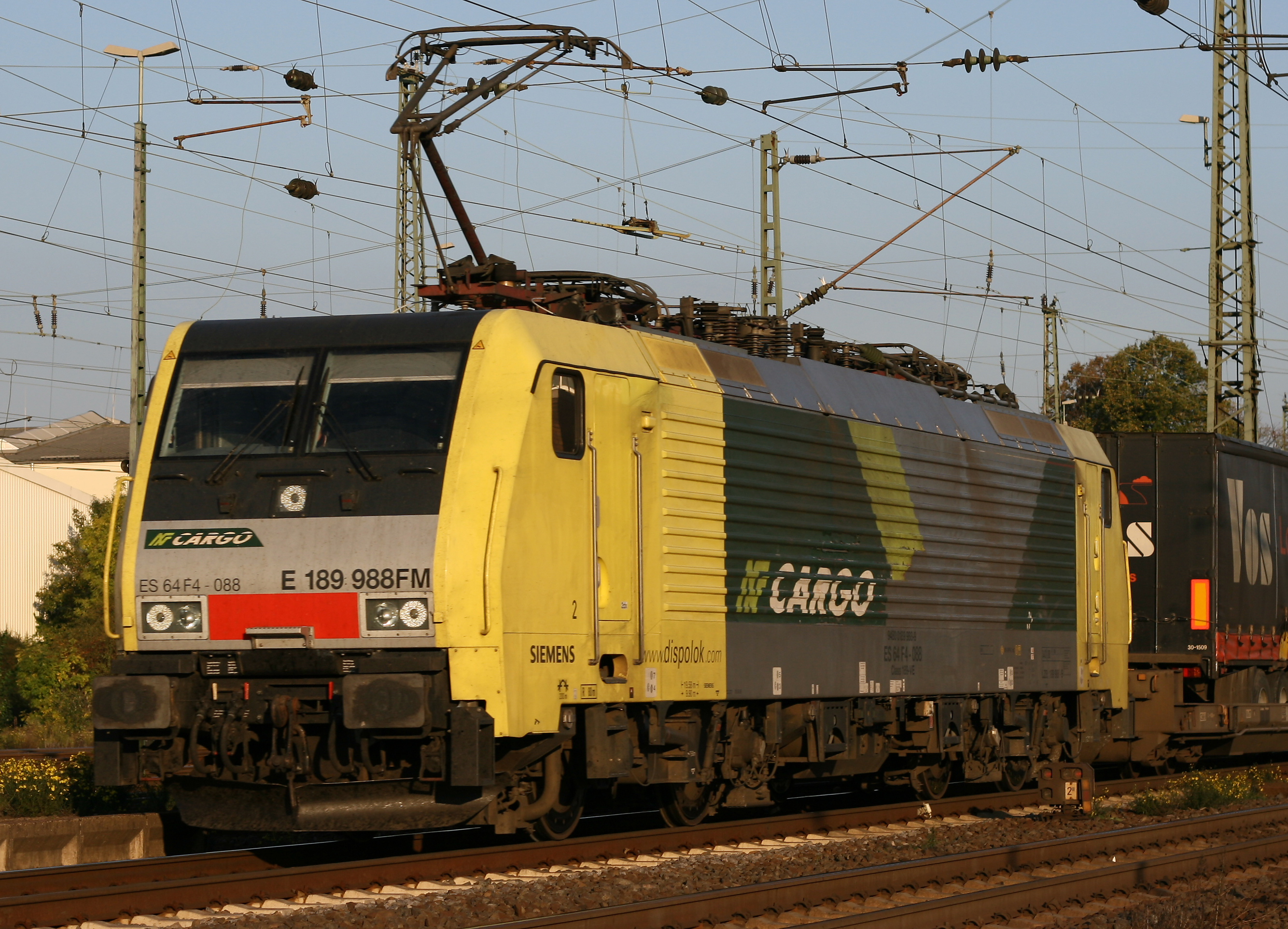
Dispolok的一台ES64F4型机车

包括瑞士、意大利、荷兰和瑞典的一些铁路运营商也在使用ES64F4型机车。
其中瑞士联邦铁路所使用的同款机车被定型为Re474型，并自2005年5月起交付。瑞士联邦铁路最初共订购了18台机车，但由于机车被延迟批准进入意大利以及其他问题，最终仅引进了12台。另外6台机车在此期间被西门子分别售予了瑞典的赫克托铁路（2台）、意大利铁路公司（3台）以及意大利的北方货运。
机车租赁公司欧洲三井铁路资本（MRCE，原西门子Dispolok）也将这款机车租赁至多家铁路运营商。尤其是德铁汽车列车有时从Dispolok租赁的ES64F4-020号机车，它可以在不更换机车的情况下牵引列车从汉堡一机直达克罗地亚的里耶卡。机车在此需要加装由Dispolok提供的、与各国相匹配的软件包，而德铁辛克铁路（含德铁汽车列车）目前还没有适合装配的189型机车。ES64F4-020号机车在此情况下也会于车身两侧漆以贴片的定制涂装。MRCE拥有45台同型号机车。其中的5台已被售予意大利的铁路牵引公司（Rail Traction Company）德国的Lokomotion。其余35台则供全欧洲的多个铁路运营商使用，包括法国的威立雅运输、波兰的CTL物流或者往来于荷兰的城市夜线列车等。
一个较为特殊的运用领域则出现在行驶于布伦纳铁路的欧城列车之中。自2009年的运行图调整开始，由德国铁路及奥地利联邦铁路共同经营的德铁-奥铁欧城列车在意大利的路段中开始使用ES64F4型机车（在意大利被定型为E.189型）。这些机车均租借至北方货运或MRCE，并自2010年6月起逐步被奥地利铁路1216型机车所取代。
西门子Dispolok的ES64F4型机车在2003年底获得了瑞士的适航许可证。在瑞士进行了相应的测试运行后，ES64F4-001又从2003年6月24日至2004年1月底在意大利进行测试运行。在获得意大利的适航许可证后，ES64F4 002号和004号机车得以自2006年5月6日起在布伦内罗运营。而早在2005年1月10日，ES64F4-001号机车便作为首台ES64F4型机车完成了首次由德国至意大利（维罗纳）的直通运行。